# Der kører et tog
Der kører et tog er en dansk dokumentarfilm fra 1963 instrueret af Helge Ernst efter eget manuskript.

## Handling
Hvert år arrangerer private og offentlige institutioner med assistance af frivillige sygeplejere en togrejse for et halvt hundrede svagføre, som normalt er bundet til seng og rullestol. De handicappede bor i toget undervejs, og filmen følger dem på turen rundt i Danmark, hvor lokalkomitéer i de byer, toget besøger, har forberedt forskellige arrangementer for gæsterne.